# 會津駒岳
会津驹岳（日语：会津駒ヶ岳；あいづこまがだけ），是位于日本福岛县南会津郡檜枝岐村的山。標高2,133米。位列日本百名山之一。。

## 概要
根据江户时代成书的《新编会津风土记》的记载，会津驹岳之名起源于此山残雪期积雪形状与马驹相似。 此山是山岳信仰的对象之一，南会津郡的伊南地域存在着駒嶽神社。
2007年8月30日成为新设立的尾濑国立公园的一部分。。

## 登山
- 泷泽登山口

从檜枝岐村附近的國道352號出发，经过1.9千米到达登山口停车场。从泷泽登山口经过驹之大池到达山顶，路程5.3千米，用时3小时30分。
- 麒麟手登山口

从麒麟手（日语：キリンテ）附近的國道352號经过大津岐峠到达山顶，路程7.8km，用时5小时。
- 御池登山口

从御池附近的國道352號，经过大杉岳和大津岐峠到达山顶，路程10.5km，用时6小时。

## 脚注
1. ↑  『日本百名山』 深田久彌（著）、朝日新聞社、ISBN 4-02-260871-4
2. ↑  「駒嶽 夏秋ノ間残雪駒ノ形ヲナス処アリ、故に此名アリ」，《新編会津風土記》
3. ↑  .   [2018-01-26]. （原始内容存档于2021-01-05）.
4. ↑   (PDF).   [2018-01-26]. （原始内容存档 (PDF)于2017-02-22）.